# Condado de Donegal
Donegal (en irlandés: Contae Dhún na nGall) es un condado ubicado en el noroeste de Irlanda, siendo uno de los tres condados del Úlster que no forman parte de la británica Irlanda del Norte. Cuando fue creado era conocido como Condado de Tyrconnel (en gaélico Tír Chonaill).
Limita al norte y al oeste con el océano Atlántico, al este y sur con Irlanda del Norte en sus condados de Derry, Tyrone y Fermanagh, a la vez que toca por el sur al condado de Leitrim, en la misma República de Irlanda. La capital del condado es la ciudad de Lifford, pero su mayor ciudad es Letterkenny. El condado tiene una superficie de 4.830 km² y 161,000 habitantes.

## Geografía
El condado de Donegal se caracteriza por su relieve de colinas poco elevadas y un litoral muy recortado. Los acantilados de Slieve League son los segundos más altos de Europa. El punto más alto del condado es el Monte Errigal (751 m), en la cadena de los Montes Derryveagh. Malin Head es el punto más septentrional de Irlanda. El clima es templado y está dominado por la influencia de la corriente del Golfo, que provoca veranos frescos e inviernos fríos y húmedos. En alta mar, dos islas están habitadas de modo permanente: Arranmore y Tory.
La región es una de las zonas donde más se habla gaélico. El gaélico que allí se habla, es un gaélico algo distinto del resto de Irlanda, que se parece al gaélico escocés. Donegal es también una región donde la música tradicional irlandesa está muy presente.

## Historia
Donegal ha estado poblado desde hace más de 9000 años y es conocido por sus restos arqueológicos de renombre; los campesinos precristianos dejaron numerosas tumbas que pueblan el condado, además de vestigios de procedencia vikinga.
Al sur, Lough Derg es un famoso lugar de peregrinaje. La ciudad de Donegal tiene un monasterio franciscano que data del siglo XVII.

## Política
El County Council del condado está formado por 26 miembros electos directamente por la población durante 5 años con un sistema proporcional. El Presidente del Consejo del condado es elegido anualmente por los propios miembros. EL condado está dividido geográficamente en seis áreas electorales: Donegal, Glenties, Milford, Stranorlar, Letterkenny e Inishowen.
Las ciudades con un Town Council propio son Letterkenny, Bundoran, Buncrana y Ballyshannon.
La sede del County Council está situada, curiosamente, en la pequeña ciudad de Lifford, una ciudad descentrada respecto al territorio del condado y situada cerca de la frontera con Irlanda del Norte.
Para las elecciones generales, el condado se divide en dos grandes áreas electorales, Donegal South-West y Donegal North-East.

## Economía
La existencia de amplias praderas de hierba verde han permitido al condado ser una de las principales áreas de cría de ovejas de Irlanda. El centro de la economía pesquera irlandesa se encuentra en Killybegs.

## Ciudades y pueblos
Ailt an Chorráin (Burtonport) 304
Anagaire (Annagry) 236
An Bun Beag - Doirí Beaga (Bunbeg - Derrybeg) 1,491
An Charraig (Carrick) 265
An Clochán Liath (Dungloe) 1,164
An Fál Carrach (Falcarragh, Cross Roads) 764
Ardara 732
Ballintra 191
Ballybofey-Stranorlar 4,852
Ballyliffin 426
Ballyshannon 2,299
Bridge End 454
Buncrana 6,785
Bundoran 1,963
Bun na Leaca (Brinlack) 402
Burnfoot 450
Carndonagh 2,471
Carraig Airt 222
Carrigans 331
Carrowkeel 355
Castlefin 705
Cill Charthaigh (Kilcar) 258
Clonmany 428
Cnoc na Muirleog (Crocknamurleog) 396
Convoy 1,526
Creeslough 393
Culdaff 237
Donegal 2,618
Drumkeen 193
Dunfanaghy 298
Dunkineely 361
Fahan 588
Gleann Cholm Cille 217
Gleneely 236
Glenties 805
Gort an Choirce (Gortahork) 185
Greencastle 831
Kildrum 534
Killybegs 753
Laghy 183
Letterkenny 19,274
Lifford 1,626
Loch an Iúir (Loughanure) 313
Malin 92
Manorcunningham 675
Milford 1,037
Mín Lárach (Meenlaragh) 420
Mountcharles 484
Moville 1,480
Muff 1,226
Newtowncunningham 1,080
Pettigo 239
Quigleys Point 199
Ramelton 1,266
Rann na Feirste 309
Raphoe 1,089
Rathmullen 493
St. Johnston 523
Tievebane 345

## Monumentos
- Glenveagh National Park
- Donegal Bay y St. John's Point
- Halbinsel Inishowen

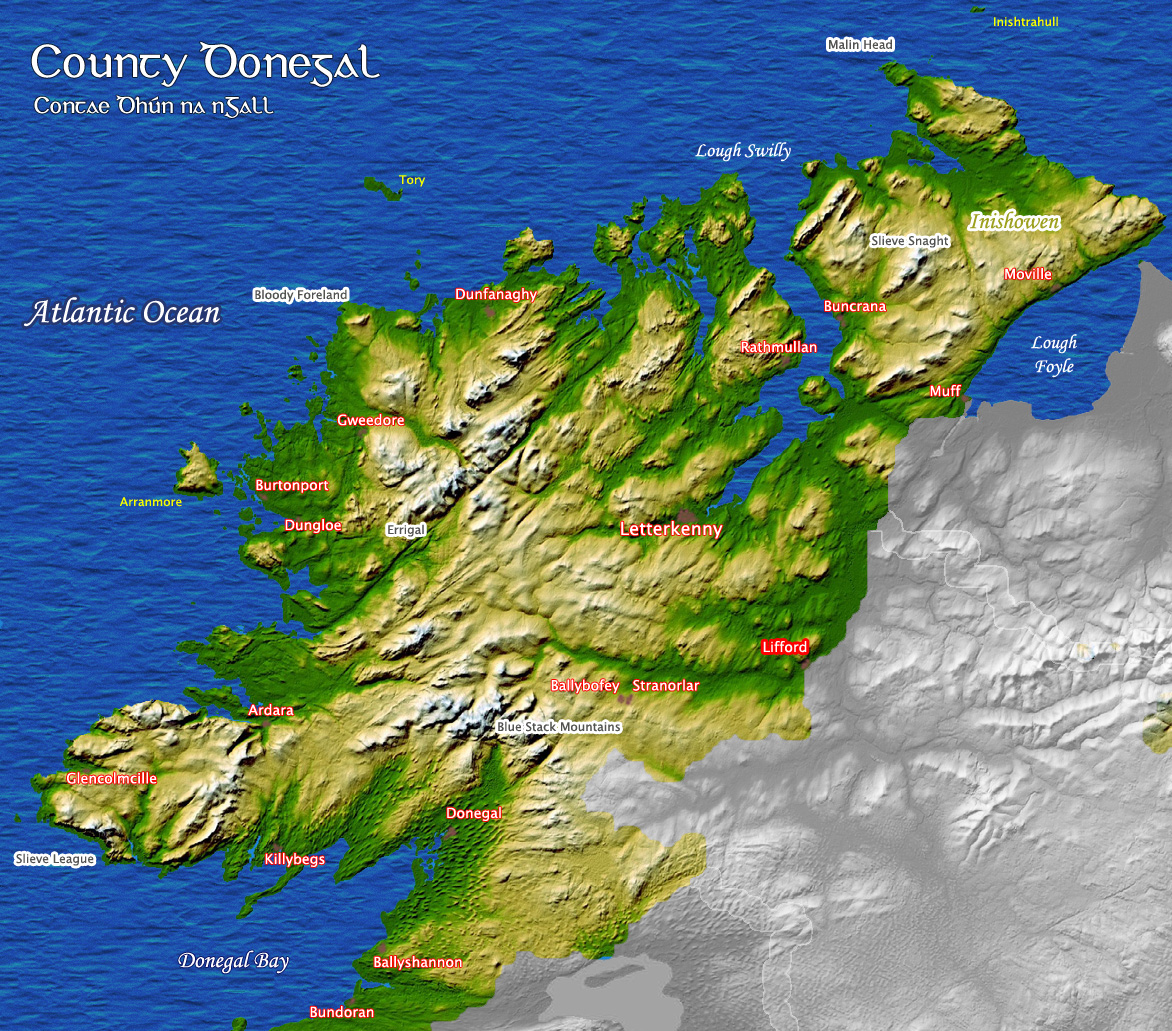
Mapa físico-político del condado de Donegal.

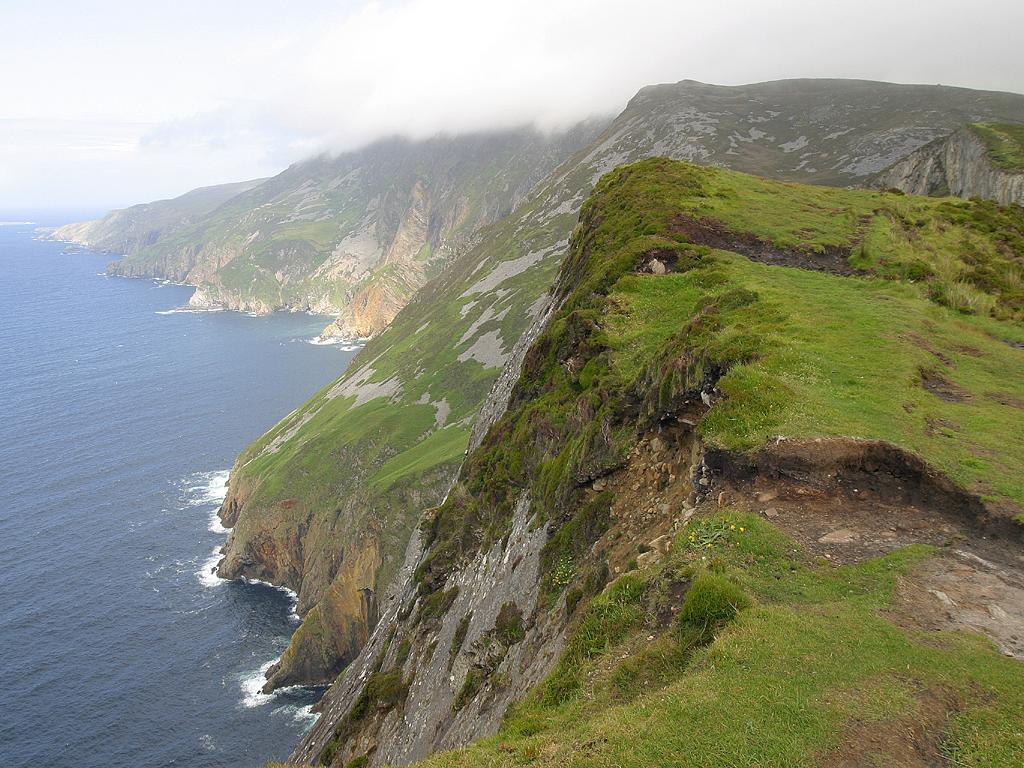
Slieve League.

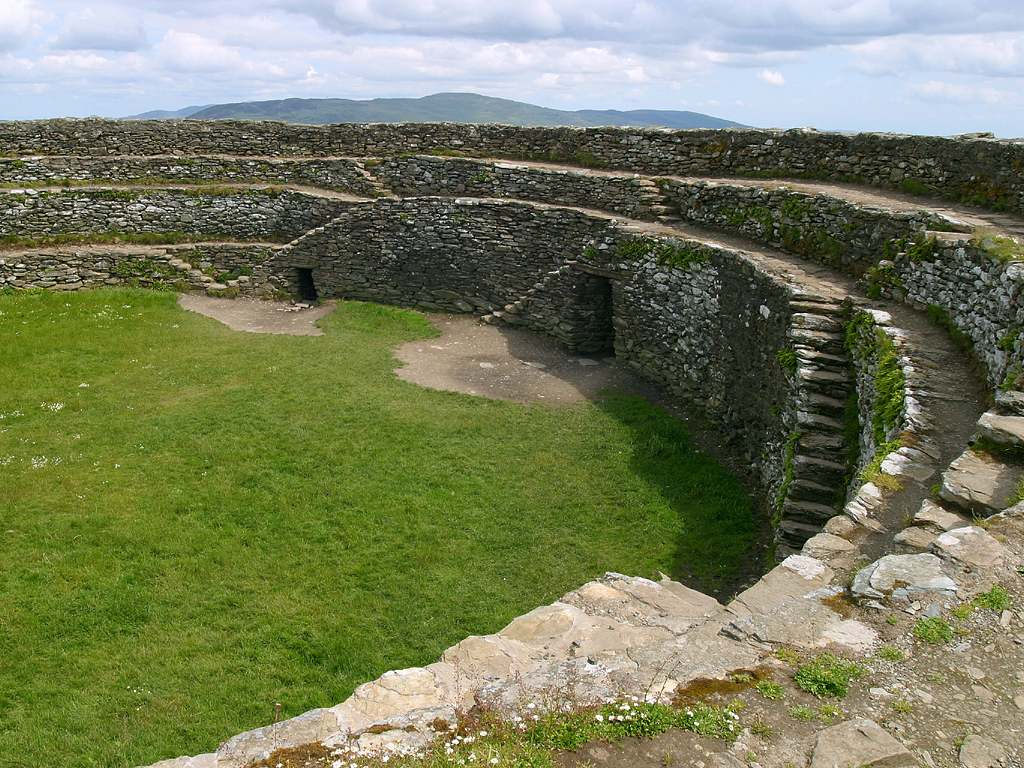
Grianán of Aileach.

- Malin Head - el punto más septentrional de Irlanda
- Acantilados de Slieve League

## Personalidades destacadas
- Daniel O'Donnell
- Enya
- Máire Brennan
- Red Hugh O'Donnell
- Columcille
- Isaac Butt
- Derek Hill
- Brian Friel
- Rory Gallagher
- Niall Horan
- John Doherty